# Louis von Massow
Louis Karl Guido von Massow (* 28. Februar 1821 in Treten; † 24. Mai 1905 in Berlin) war ein preußischer Generalmajor.

## Leben

### Familie
Louis war der Sohn des Domänenintendanten Karl von Massow (1786–1833) und dessen ersten Ehefrau Klara, geborene von Kameke (1791–1863).

### Militärkarriere
Massow besuchte Gymnasien in Neustettin und Köslin. Am 25. November 1838 trat er als Musketier in das 5. Infanterie-Regiment der Preußischen Armee ein und avancierte bis Ende Februar 1842 zum Sekondeleutnant. Ende März 1849 stieg er zum Regimentsadjutanten auf, wurde in dieser Eigenschaft im Oktober 1852 Premierleutnant und am 23. Oktober 1856 als Adjutant der 1. Infanterie-Brigade kommandiert. Unter Entbindung von diesem Kommando wurde Massow am 1. März 1859 mit der Beförderung zum Hauptmann in das 22. Infanterie-Regiment versetzt und am 1. Juli 1860 zum Kompaniechef ernannt. Mitte März 1863 folgte seine Versetzung in das 3. Oberschlesische Infanterie-Regiment Nr. 62. Während des Krieges gegen Österreich führte Massow am 27. Juni 1866 einen aus der 10. und 11. Kompanie gebildeten Verband im Gefecht bei Oswieczim. Dabei wurde er durch eine Kugel schwer verwundet, die in der Nähe des Rückgrats steckenblieb und erst im Lazarett unter großen Schwierigkeiten entfernt werden konnte. Für seine Leistungen mit dem Roten Adlerorden IV. Klasse mit Schwertern ausgezeichnet und zur vorzugsweisen Beförderung empfohlen, wurde Massow nach dem Friedensschluss als Major in das Infanterie-Regiment Nr. 84 versetzt und kurz darauf zum Kommandeur des Füsilier-Bataillons ernannt.
Infolge seiner im Krieg erlittenen schweren Verwundung war Massow jedoch nicht mehr Truppendiensttauglich. Daher wurde er am 24. August 1867 zur Übernahme der Geschäfte als Landwehr-Bezirkskommandeur nach Sondershausen kommandiert, einen Monat später seinem Regiment aggregiert, sowie am 3. Dezember 1867 unter Belassung in seinem Kommando mit Pension zur Disposition gestellt. Ende des Jahres folgte seine Ernennung zum Bezirkskommandeur des II. Bataillons im Landwehr-Infanterie-Regiment Nr. 71. Unter Enthebung von dieser Stellung Anfang Oktober 1868 einer Intendantur zur Dienstleistung überwiesen, war Massow von Mitte Oktober 1868 bis Mitte Juli 1870 zur Intendantur des IV. Armee-Korps in Magdeburg kommandiert. Anschließend wurde er mit Beginn des Krieges gegen Frankreich zum Feldintendanten dieses Korps ernannt. In dieser Stellung nahm Massow an den Kämpfen bei Beaumont und Sedan sowie der Belagerung von Paris teil. Ausgezeichnet mit dem Eisernen Kreuz am weißen Bande wurde er am 7. Februar 1871 als Oberstleutnant bei den Offizieren von der Armee geführt.
Nach dem Vorfrieden von Versailles ernannte man Massow am 18. April 1871 zum Intendanten der 2. Armee und nach deren Auflösung zum Intendanten der Okkupationsarmee in Frankreich. Er wurde dann am 16. September 1871 mit der Übernahme der Geschäfte als Intendant des VIII. Armee-Korps beauftragt und am 1. Mai 1872 zum Intendanten ernannt. Ab dem 31. Oktober 1872 wurde Massow bei den Offizieren à la suite der Armee geführt und Mitte März 1873 zum Oberst befördert. Mit seiner bisherigen Uniform schied er Anfang Februar 1879 aus der Stellung als Offizier des Friedensstandes aus. Ab dem 1. Juli 1880 war Massow Intendant des XV. Armee-Korps in Straßburg. Daran schloss sich ab dem 25. Juli 1884 mit Wirkung zum 1. Oktober eine Verwendung als Intendant des Gardekorps an. In dieser Stellung ernannte ihn Kaiser Wilhelm I. am 1. November 1884 zum Wirklichen Geheimen Kriegsrat und zeichnete Massow im Januar 1885 anlässlich des Ordensfestes mit dem Roten Adlerorden II. Klasse mit Eichenlaub und Schwertern am Ringe aus. Unter Verleihung des Charakters als Generalmajor sowie des Sterns zum Kronenorden II. Klasse trat er am 24. April 1886 in den Ruhestand.

### Familie
Massow hatte sich am 18. Juni 1850 in Posen mit Mathilde Ordelin (1826–1907) verheiratet. Aus der Ehe gingen sechs Kinder hervor, von denen lediglich drei das Erwachsenenalter erreichten. Darunter der spätere preußische Generalmajor Friedrich von Massow (1854–1936).